# The Hep Stars
The Heps Stars fue un grupo sueco de rock formado en 1963 y fue además uno de los dos grupos más populares de los años 60 en Suecia. Después del primer sencillo, Kana Kapila (1964),  Hans Östlund, el tecladista original, dejó la agrupación y fue sustituido por Benny Andersson, quién más adelante sería uno de los integrantes del grupo mundialmente conocido como ABBA.

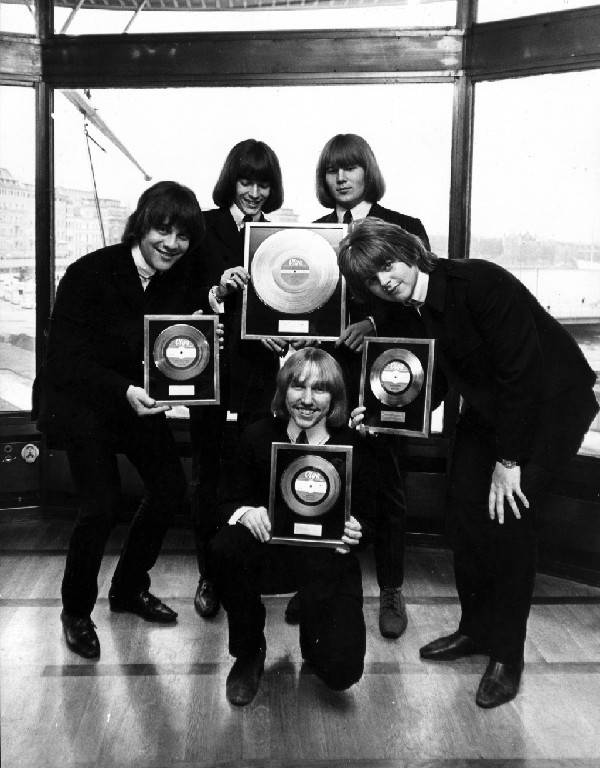
The Heps Stars primer grupo de Benny Andersson antes de formar parte del grupo ABBA.

Entre los otros miembros del grupo estaban Svenne Hedlund como vocalista, Janne Frisk como guitarrista, Christer Petterson como baterista (fallecido en 2006) y Lelle Hegland como bajista. Al final de los años 60 la esposa de Svenne Hedlund, la cantante Charlotte "Lotta" Walker se unió al grupo.
Svenne Hedlund, Charlotte Walker y Benny Andersson dejaron el grupo en 1969. Svenne y Charlotte formaron otro grupo llamado "Svenne & Lotta", que escribió la música original Bang a Boomerang para ABBA.
Las primeras canciones de los Hep Stars fueron covers, pero en 1966 el grupo obtuvo su primer sencillo con una composición propia: Sunny Girl, de Benny Andersson. En el álbum The Hep Stars de 1966 la canción llamada "Isn't It Easy To Say", fue la primera canción conjunta de Benny y su nuevo amigo Björn Ulvaeus, miembro del grupo Hootenanny Singers, que cantaba principalmente en sueco. En ese mismo álbum otra canción, "No Time", fue escrita exclusivamente por Björn Ulvaeus. A menudo The Hootenanny Singers y The Hep Stars coincidían en varios espectáculos, y pronto los dos escritores entablaron una relación profesional.

## Discografía
Durante su carrera musical The Hep Stars publicaron 10 álbumes y 23 singles.

### Álbumes
- 1965: We and Our Cadillac
- 1965: Hep Stars on Stage
- 1966: The Hep Stars
- 1967: Jul med Hep Stars
- 1968: Songs We Sang
- 1968: It's Been a Long Long Time
- 1969: Hep Stars På Svenska
- 1970: How It All Started
- 1971  California Maiden
- 1990: Bästa (CD only)

Compilatorios de éxitos
| Año  | Álbum                                           | Lista Chart posición (SWE) | Certificación |
| ---- | ----------------------------------------------- | -------------------------- | ------------- |
| 2004 | Cadillac Madness (40 Years - 40 Hits 1964-2004) | 9                          |               |
| 2012 | Original Album Serien                           | 40                         |               |

### Singles
- 1964: "A Tribute to Buddy Holly" / "Bird Dog"
- 1964: "If You Need Me" / "Summertime Blues"
- 1965: "Donna" / "Farmer John"
- 1965: "Cadillac" / "Mashed Potatoes"
- 1965: "Bald Headed Woman" / "Lonesome Town"
- 1965: "No Response" (Andersson)/ "Rented Tuxedo"
- 1965: "So Mystifying" / "Young & Beautiful"
- 1965: "Should I" / "I'll Never Quite Get Over You"
- 1966: "Sunny Girl" (Andersson)/ "Hawaii"
- 1966: "Wedding" (Andersson-Hedlund)/ "When My Blue Moon Turns To Gold Again"
- 1966: "I Natt Jag Drömde" (Swedish version of "Last Night I Had the Strangest Dream" Swedish lyrics Cornelis Wreeswijk) / "Jag Vet"
- 1966: "Consolation" (Andersson)/ "Don't"
- 1967: "Malaika" / "It's So Nice To Be Back"
- 1967: "Christmas On my Mind" / "Jingle Bells"
- 1967: "Mot Okänt Land" / "Någonting Har Hänt"
- 1967: "She Will Love You" (Andersson-Hedlund)/ "Like You Used To Do" (Andersson-Hedlund)
- 1968: "It's Been A Long Long Time" / "Musty Dusty"
- 1968: "Det Finns En Stad" / "Sagan Om Lilla Sofi"
- 1968: "Let It Be Me" / "Groovy Summertime"
- 1968: "I Sagans Land" / "Tända På Varann"
- 1968: "Holiday For Clowns" / "A Flower In My Garden"
- 1969: "Speleman"(Andersson-Ulvaeus) / "Precis Som Alla Andra"
- 1969: "Speedy Gonzales" / "Är Det Inte Karlek, Säg"